# Fernando Lamas

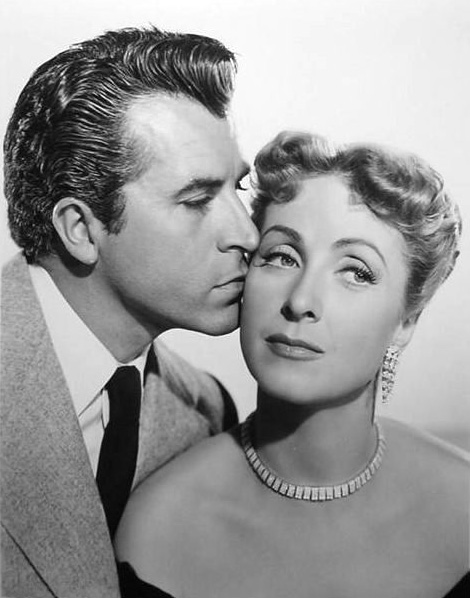
Fernando Lamas y Danielle Darrieux.

Fernando Álvaro Lamas y de Santos (Buenos Aires, 9 de enero de 1915 - Los Ángeles, California, 8 de octubre de 1982), más conocido como Fernando Lamas, fue un actor y director argentino que desarrolló su carrera en Estados Unidos. Es padre del actor estadounidense Lorenzo Lamas.

## Primeros años y carrera
Nacido en Buenos Aires, dejó los estudios por una carrera deportiva que incluyó la hípica, natación y pugilismo, ganando varios trofeos. Su buena forma física y su rostro agraciado le abrieron las puertas del mundo del cine. 
En 1942 ya era una estrella en el ambiente cinematográfico argentino. Durante esta época triunfó en el cine de su país natal gracias a títulos como Navidad de los pobres (1947), de Manuel Romero, Evasión, (1947) de Ignacio Domínguez Riera, o Historia de una mala mujer (1948), película dirigida por Luis Saslavsky.
En 1951 firma un contrato de exclusividad con la compañía Metro-Goldwyn-Mayer y se traslada a Hollywood para actuar en roles de "Amante Latino". Su origen hispano le permitió convertirse en un auténtico "Amante Latino" del cine norteamericano para la Metro Goldwyn Mayer, que le adjudica diversos papeles de galán. Rodó The Merry Widow con Lana Turner y Dangerous When Wet con Esther Williams y Denise Darcel, si bien su compañía permitió que trabajase también con la rival Paramount en varias películas de clase B, más comerciales y de menor ambición artística, entre ellas Jívaro (con Rhonda Fleming), Sangaree (en cine 3D) y The Diamond Queen. En las dos últimas tuvo por pareja a Arlene Dahl, con quien luego se casó.
Debutó en los teatros de Broadway en 1957, con la obra Happy Hunting; fue nominado al Premio Tony pero fue derrotado por Rex Harrison en su papel en My Fair Lady, que luego Harrison repetiría en el cine.
En 1969 tuvo un papel en 100 Rifles, filme protagonizado por Burt Reynolds y Raquel Welch, pero en esa década y en la siguiente su labor actoral se centró en la televisión, con papeles breves en famosas series como Los ángeles de Charlie y Vacaciones en el mar.

### Como director
Lamas dirigió por primera vez en 1963, con una película en castellano titulada  La fuente mágica, con la estrella (su mujer) Esther Williams. Fue muy activo como director de televisión, grabando episodios de Mannix, The Violent Ones, Alias Smith and Jones, Starsky and Hutch. También dirigió y actuó en episodios de la serie Falcon Crest, donde participaba su hijo Lorenzo.

### Últimos años
Lamas se hizo famoso en la cultura popular vía el personaje "Fernando" desarrollado por Billy Crystal en Saturday Night Live a mediados de la década de 1980. El personaje era sobreactuado y exagerado, pero muy exitoso. Este personaje se presentó, por ejemplo, en The Tonight Show Starring Johnny Carson.
Fernando Lamas falleció de cáncer de páncreas en Los Ángeles en 1982, a los 67 años de edad.

## Vida personal
Lamas se casó cuatro veces, con Perla Mux (casado en 1940 y divorciado en 1944), Lydia Babacci (casado en 1946 y divorciado en 1952), con la actriz Arlene Dahl (casado en 1954 y divorciado en 1960) y con la nadadora y actriz Esther Williams (casado en 1969 y hasta su muerte en 1982).
Debido a su larga trayectoria en Estados Unidos, allí se hizo ciudadano estadounidense y hablaba bien el inglés, con cierto acento argentino.
Tuvo una hija, María Cristina, con Mux y otra, Alexandra, con Babacci, y un hijo, el actor Lorenzo Lamas (n. 20 de enero de 1958), con Dahl.

## Filmografía seleccionada
- 100 Rifles (1969)
- La fuente mágica (1963)
- The Violent Ones (1963)
- The Lost World (1960)
- Jivaro (1954)
- The Diamond Queen (1953)
- Dangerous When Wet (1953)
- Sangaree (1953)
- The Merry Widow (1951)
- Rich, Young and Pretty (1951)
- Corrientes... calle de ensueños! (1949)...Él mismo
- La historia del tango (1949)
- De padre desconocido (1949)
- La otra y yo (1949)
- Historia de una mala mujer (1948)
- La Rubia Mireya (1948)
- Vidalita (1948)
- El tango vuelve a París (1948)
- Navidad de los pobres (1947) ...Reyes
- Evasión (1947)...Bruno
- Villa Rica del Espíritu Santo (1945)
- Frontera Sur (1943)
- Stella (1943)
- En el último piso (1942)